# Albert W. Hawkes

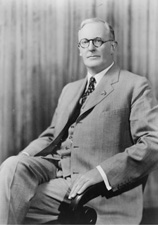
Albert W. Hawkes

Albert Wahl Hawkes, född 20 november 1878 i Chicago, Illinois, död 9 maj 1971 i Palm Desert, Kalifornien, var en amerikansk affärsman och republikansk politiker. Han representerade delstaten New Jersey i USA:s senat 1943-1949.
Hawkes avlade 1900 juristexamen vid Chicago College of Law. Han studerade sedan kemi vid Lewis Institute (numera Illinois Institute of Technology) och var verksam inom den kemiska industrin. Han var verkställande direktör på Congoleum-Nairn 1927-1942.
Hawkes utmanade sittande senatorn William H. Smathers i senatsvalet 1942 och vann. Han kandiderade inte till omval efter en mandatperiod i senaten.
Hawkes grav finns på Mount Hebron Cemetery i Essex County, New Jersey.